# Эрли, Клиэнтони
Клиэнтони Эрли (англ. Cleanthony Early; родился 17 апреля 1991 года в Бронксе, штат Нью-Йорк) — американский профессиональный баскетболист, выступающий за монгольскую команду «Алдар Танан Гарьд». Был выбран под 34-м номером на драфте НБА 2014 года командой «Нью-Йорк Никс».

## Профессиональная карьера

### Нью-Йорк Никс (2014—2016)
26 июня 2014 года Эрли был выбран под 34-м номером на драфте НБА 2014 года командой «Нью-Йорк Никс». 1 августа 2014 года он подписал контракт с клубом из Нью-Йорка. В течение своего дебютного сезона у Эрли был двухсторонний контракт с «Нью-Йорк Никс» и фарм-клубом «Уэстчестер Никс» из Д-Лиги, за которых он провёл 3 игры набирая в среднем за матч 21 очко и 9,7 подборов. 25 марта 2015 года он показал свою лучшую игру за «Нью-Йорк Никс», набрав 18 очков и сделав 4 подбора в матче против «Лос-Анджелес Клипперс».
30 ноября 2015 года Эрли снова был отправлен в «Уэстчестер Никс». Обратно был отозван на следующий день. 2 декабря он снова отправился в Д-Лигу, но только для того, чтобы провести там 1 матч и вернуться в Нью-Йорк.
20 марта 2016 года Эрли впервые вышел в составе «Нью-Йорка» с 29 декабря 2015 года, пропустив почти три месяца из-за травмы колена, полученной результате разбойного нападения.
18 октября 2016 года Эрли подписал контракт с «Нью-Йорк Никс», но через три дня был отзаявлен. 31 октября 2016 года Эрли перешел в клуб Джи-Лиги НБА «Уэстчестер Никс».

### Санта-Круз Уорриорз (2016—17)
21 декабря 2016 года Эрли был приобретен командой «Санта-Круз Уорриорз» в результате трехсторонней сделки с участием «Уэстчестера» и «Техас Лэджендс». В 16 играх за «Санта-Круз» он набирал в среднем 9,2 очка и 3,9 подбора за игру. В сезоне 2017/18 Эрли принял участие в 19 играх за «Санта-Круз».

### АЕК (2017)
2 сентября 2017 года Эрли подписал контракт с греческим клубом «АЕК», но спустя несколько дней контракт был аннулирован из-за конфликта с руководством клуба.

### Рио-Гранде Вэллей Вайперс (2017—2018)
21 декабря 2017 года Эрли был обменян «Санта-Круз Уорриорз» вместе с правами на Элджина Кука в «Рио-Гранде Вэллей Вайперс» на Уинстона Шепарда и права на Маркуса Кеннеди.

### Токио Хатиодзи Трэйнс (2018—2019)
13 ноября 2018 года Эрли подписал контракт с командой второго японского дивизиона «Токио Хатиодзи Трэйнс».

### Атомерому (2019)
23 августа 2019 года Эрли подписал контракт с венгерским клубом «Атомерому».

### Аль-Ахли (2019—2020)
11 октября 2019 года Эрли подписал контракт с клубом «Аль-Ахли» из Саудовской баскетбольной лиги.

### Антиб Шаркс (2020—2021)
6 августа 2020 года Эрли подписал пятилетний контракт с «Антиб Шаркс» из второго французского дивизиона по баскетболу. 19 октября Эрли был назван игроком недели после того, как набрал 41 очко и 8 подборов в матче против «Руан Метрополь Баскет».

### Нью-Тайбэй СТБС ДЭА (2021—2022)
9 ноября 2021 года он подписал контракт с «Нью-Тайбэй СТБС ДЭА» из тайваньской Лиги T1.

### Кейптаун Тайгерс (2022)
4 мая 2022 года Эрли подписал контракт с «Кейптаун Тайгерс» из баскетбольной лиги Африки, присоединившись к команде перед плей-офф 2022 года. 23 мая Эрли дебютировал за клуб и набрал 15 очков в четвертьфинале против «Монастира», в котором «Тайгерс» проиграли.

### Тайвань Бир ХироБэрс (2022—2023)
25 ноября 2022 года Эрли подписал контракт с «Тайвань Бир ХироБэрс» из тайваньской Лиги T1. 5 января 2023 года «Тайвань Бир ХироБэрс» расторгли контракт с игроком.

### Динамо Ливан (2023)
В январе 2023 года Эрли подписал контракт с ливанской командой «Динамо» на оставшуюся часть сезона 2022/23.

### Алдар Танан Гарьд (2023)
В марте 2023 года Эрли подписал контракт с монгольской командой «Алдар Танан Гарьд» до конца сезона 2022/23.

## Статистика

### Статистика в НБА
| Сезон                                                                                    | Команда  | Регулярный сезон | Регулярный сезон | Регулярный сезон | Регулярный сезон | Регулярный сезон | Регулярный сезон | Регулярный сезон | Регулярный сезон | Регулярный сезон | Регулярный сезон | Регулярный сезон | Серия плей-офф | Серия плей-офф | Серия плей-офф | Серия плей-офф | Серия плей-офф | Серия плей-офф | Серия плей-офф | Серия плей-офф | Серия плей-офф | Серия плей-офф | Серия плей-офф |
| Сезон                                                                                    | Команда  | GP               | GS               | MPG              | FG%              | 3P%              | FT%              | RPG              | APG              | SPG              | BPG              | PPG              | GP             | GS             | MPG            | FG%            | 3P%            | FT%            | RPG            | APG            | SPG            | BPG            | PPG            |
| ---------------------------------------------------------------------------------------- | -------- | ---------------- | ---------------- | ---------------- | ---------------- | ---------------- | ---------------- | ---------------- | ---------------- | ---------------- | ---------------- | ---------------- | -------------- | -------------- | -------------- | -------------- | -------------- | -------------- | -------------- | -------------- | -------------- | -------------- | -------------- |
| 2014/15                                                                                  | Нью-Йорк | 39               | 7                | 16,6             | 35,5             | 26,2             | 75,0             | 2,5              | 0,9              | 0,6              | 0,3              | 5,4              | Не участвовал  | Не участвовал  | Не участвовал  | Не участвовал  | Не участвовал  | Не участвовал  | Не участвовал  | Не участвовал  | Не участвовал  | Не участвовал  | Не участвовал  |
| 2015/16                                                                                  | Нью-Йорк | 17               | 2                | 9,0              | 30,0             | 26,7             | 75,0             | 1,5              | 0,4              | 0,1              | 0,2              | 1,8              | Не участвовал  | Не участвовал  | Не участвовал  | Не участвовал  | Не участвовал  | Не участвовал  | Не участвовал  | Не участвовал  | Не участвовал  | Не участвовал  | Не участвовал  |
|                                                                                          | Всего    | 56               | 9                | 14,3             | 34,6             | 26,3             | 75,0             | 2,2              | 0,8              | 0,5              | 0,3              | 4,3              | Не участвовал  | Не участвовал  | Не участвовал  | Не участвовал  | Не участвовал  | Не участвовал  | Не участвовал  | Не участвовал  | Не участвовал  | Не участвовал  | Не участвовал  |
| Наведите курсор мыши на аббревиатуры в заголовке таблицы, чтобы прочесть их расшифровку. |          |                  |                  |                  |                  |                  |                  |                  |                  |                  |                  |                  |                |                |                |                |                |                |                |                |                |                |                |

### Статистика в Д-Лиге
| Сезон                                                                                    | Команда         | Регулярный сезон | Регулярный сезон | Регулярный сезон | Регулярный сезон | Регулярный сезон | Регулярный сезон | Регулярный сезон | Регулярный сезон | Регулярный сезон | Регулярный сезон | Регулярный сезон | Серия плей-офф | Серия плей-офф | Серия плей-офф | Серия плей-офф | Серия плей-офф | Серия плей-офф | Серия плей-офф | Серия плей-офф | Серия плей-офф | Серия плей-офф | Серия плей-офф |
| Сезон                                                                                    | Команда         | GP               | GS               | MPG              | FG%              | 3P%              | FT%              | RPG              | APG              | SPG              | BPG              | PPG              | GP             | GS             | MPG            | FG%            | 3P%            | FT%            | RPG            | APG            | SPG            | BPG            | PPG            |
| ---------------------------------------------------------------------------------------- | --------------- | ---------------- | ---------------- | ---------------- | ---------------- | ---------------- | ---------------- | ---------------- | ---------------- | ---------------- | ---------------- | ---------------- | -------------- | -------------- | -------------- | -------------- | -------------- | -------------- | -------------- | -------------- | -------------- | -------------- | -------------- |
| 2014/15                                                                                  | Уэстчестер Никс | 3                | 3                | 41,0             | 45,6             | 28,6             | 58,3             | 9,7              | 2,0              | 2,3              | 1,0              | 21,0             | Не участвовал  | Не участвовал  | Не участвовал  | Не участвовал  | Не участвовал  | Не участвовал  | Не участвовал  | Не участвовал  | Не участвовал  | Не участвовал  | Не участвовал  |
| 2015/16                                                                                  | Уэстчестер Никс | 7                | 7                | 33,4             | 44,6             | 33,3             | 60,7             | 7,3              | 1,1              | 1,3              | 0,7              | 15,6             | Не участвовал  | Не участвовал  | Не участвовал  | Не участвовал  | Не участвовал  | Не участвовал  | Не участвовал  | Не участвовал  | Не участвовал  | Не участвовал  | Не участвовал  |
|                                                                                          | Всего           | 10               | 10               | 35,7             | 45,0             | 31,8             | 60,0             | 8,0              | 1,4              | 1,6              | 0,8              | 17,2             | Не участвовал  | Не участвовал  | Не участвовал  | Не участвовал  | Не участвовал  | Не участвовал  | Не участвовал  | Не участвовал  | Не участвовал  | Не участвовал  | Не участвовал  |
| Наведите курсор мыши на аббревиатуры в заголовке таблицы, чтобы прочесть их расшифровку. |                 |                  |                  |                  |                  |                  |                  |                  |                  |                  |                  |                  |                |                |                |                |                |                |                |                |                |                |                |

### Статистика в колледже
| Сезон                                                                                   | Команда      | GP | GS | MPG  | FG%  | 3P%  | FT%  | RPG | APG | SPG | BPG | PPG  |  |
| --------------------------------------------------------------------------------------- | ------------ | -- | -- | ---- | ---- | ---- | ---- | --- | --- | --- | --- | ---- |  |
| 2012/13                                                                                 | Уичито Стэйт | 39 | 23 | 25,1 | 45,5 | 31,8 | 79,1 | 5,4 | 0,6 | 0,7 | 0,9 | 13,9 |  |
| 2013/14                                                                                 | Уичито Стэйт | 36 | 36 | 27,4 | 48,4 | 37,3 | 84,4 | 5,9 | 0,8 | 0,8 | 0,8 | 16,4 |  |
|                                                                                         | Всего        | 75 | 59 | 26,2 | 47,0 | 34,8 | 81,9 | 5,7 | 0,7 | 0,8 | 0,8 | 15,1 |  |
| Наведите курсор мыши на аббревиатуры в заголовке таблицы, чтобы прочесть их расшифровку |              |    |    |      |      |      |      |     |     |     |     |      |  |

## Личная жизнь
30 декабря 2015 года Эрли вместе со своей подругой собирался покинуть стрип-клуб на такси, которое было зажато тремя автомобилями. Баскетболиста окружили от четырех до шести человек в лыжных масках, которые забрали у него ценные вещи и украшения. Эрли также был ранен в колено.